# منحنی فیلیپس

منحنی کوتاه مدت و بلند مدت فیلیپس، قبل و بعد از اعمال سیاست انبساطی

منحنی فیلیپس (به انگلیسی: Philips Curve) در علم‌اقتصاد نشان‌دهندهٔ ارتباط میان نرخ تورم و نرخ بیکاری است. این منحنی بیان می‌کند که نرخ بالای بیکاری با نرخ بالای تورم رابطهٔ معکوس دارد. به این معنا که در کوتاه مدت برای کاهش نرخ بیکاری می‌بایست نرخ بالاتر تورم را بپذیریم. در حالی که در سال ۱۹۶۸ میلتون فریدمن نشان داد که این رابطه برای بلند مدت صحیح نیست.
منحنی فیلیپس یک مدل تجربی تک معادله‌ای است، که پس از توصیف رابطه معکوس تاریخی بین نرخ‌های بیکاری و نرخ‌های متناسب با تورم در اقتصاد، توسط ای. دبلیو فیلیپس نامگذاری شد. به بیان ساده، کاهش بیکاری (یعنی افزایش میزان اشتغال) در یک اقتصاد با نرخ‌های بالاتر تورم، همبستگی خواهد داشت.
در حالی که مبادله کوتاه مدتی بین بیکاری و تورم وجود دارد، دیگر در بلند مدت این مبادله صدق نمی‌کند. میلتون فریدمن در سال ۱۹۶۸ اظهار داشت که منحنی فیلیپس فقط در کوتاه مدت قابل استفاده است و اینکه در بلند مدت، سیاست‌های تورمی بیکاری را کاهش نخواهد داد. فریدمن سپس به درستی پیش‌بینی کرد که در رکود ۱۹۷۳–۱۹۷۵ تورم و بیکاری افزایش خواهد یافت. منحنی فیلیپس بلندمدت اکنون به عنوان یک خط عمودی در نرخ طبیعی بیکاری تصور می‌شود که در آن نرخ تورم تأثیری بر بیکاری ندارد. بر این اساس، منحنی فیلیپس اکنون بیش از حد ساده انگارانه تصور می‌شود، نرخ بیکاری جای خود را به پیش‌بینی‌کننده‌های دقیق تر تورم بر مبنای سرعت اقدامات عرضه پول مانند سرعت موعد پول صفر می‌دهد که در کوتاه مدت و نه در بلند مدت از بیکاری تأثیر می‌پذیرد.

## تاریخچه
نرخ تغییر دستمزدها در مقابل بیکاری بریتانیا ۱۹۱۳–۱۹۴۸ از فیلیپس (۱۹۵۸)، ویلیام فیلیپس، اقتصاددان متولد نیوزیلند که مقاله‌ای تحت عنوان رابطه بیکاری و نرخ تغییرات دستمزد پولی در انگلستان ۱۹۵۷–۱۸۶۱ را در سال ۱۹۵۸ نوشت که در مجله فصلنامه اکونومیکا منتشر شد. در این مقاله فیلیپس توضیح می‌دهد که چگونه او رابطه معکوس بین تغییرات دستمزد پولی و بیکاری در اقتصاد بریتانیا را در دوره مورد بررسی مشاهده کرد. الگوهای مشابه در کشورهای دیگر مشاهده شد و در سال ۱۹۶۰ پل ساموئلسون و رابرت سولو از اثر فیلیپس استفاده نموده و رابطه بین تورم و بیکاری را مشخص کردند: زمانی که تورم زیاد باشد، بیکاری کم خواهد بود و بالعکس.
در دهه ۱۹۲۰، اقتصاددان آمریکایی ایروینگ فیشر این نوع رابطه منحنی فیلیپس را مورد توجه قرار داد. با این حال، منحنی اصلی فیلیپس رفتار دستمزدهای پولی را توضیح داد.
در سال‌های پس از مقاله ۱۹۵۸ فیلیپس، بسیاری از اقتصاددانان در کشورهای صنعتی پیشرفته معتقد بودند که نتایج مطالعه وی نشان داد که یک رابطه ثابت دائمی بین تورم و بیکاری وجود دارد [نیازمند منبع]. یک پیامد این برای سیاست دولت این بود که دولت‌ها می‌توانستند بیکاری و تورم را با سیاست کینزی کنترل کنند. آن‌ها می‌توانستند نرخ تورم بالای قابل قبول را که به کاهش بیکاری منجر می‌شود تحمل کنند و می‌توانست مبادله‌ای بین تورم و بیکاری وجود داشته باشد. برای مثال، سیاست پولی یا سیاست مالی (یعنی، کسری بودجه) می‌توانست برای تحریک اقتصاد، افزایش تولید ناخالص داخلی و کاهش نرخ بیکاری استفاده شود. این مسئله با حرکت در امتداد منحنی فیلیپس، منجر به نرخ تورم بیشتر و هزینه کمتر نرخ‌های بیکاری می‌شود [نیازمند منبع]. اقتصاددان جیمز فوردر استدلال می‌کند که این دیدگاه از نظر تاریخی نادرست است و نه اقتصاددانان و نه دولت‌ها هیچ‌کدام چنین دیدگاهی ندارند و داستان منحنی فیلیپس ابداع دهه ۱۹۷۰ بود.
از سال ۱۹۷۴، هفت جایزه نوبل از بین سایر جوایز به خاطر کار نقادانه برخی تغییرات منحنی فیلیپس به اقتصاددانان داده شده‌است. بعضی از این انتقادها مبتنی بر تجربه ایالات متحده آمریکا در طول دهه ۱۹۷۰ بود که هم‌زمان دوره‌هایی از بیکاری بالا و تورم بالا را داشت. نویسندگان دریافت‌کننده این جوایز عبارت بودند از: توماس سارجنت، کریستوفر سیمز، ادموند فلپس، ادوارد پرسکات، رابرت ماندل، رابرت ای. لوکاس، میلتون فریدمن و اف.ای. هایک.

## رکود تورمی
در دهه ۱۹۷۰، بسیاری از کشورها میزان بالایی از تورم و بیکاری را تجربه کردند که به عنوان رکود تورمی نیز شناخته می‌شد. نظریه‌های مبتنی بر منحنی فیلیپس پیشنهاد کردند که این امر نمی‌تواند رخ دهد، و منحنی از سوی گروهی از اقتصاددانان به رهبری میلتون فریدمن مورد انتقاد همه‌جانبه قرار گرفت [نیازمند منبع]. فریدمن استدلال کرد که رابطه منحنی فیلیپس فقط یک پدیده کوتاه مدت است. او ۸ سال در این مورد پیگیری کرد، پس از اینکه ساموئلسون و سولو [۱۹۶۰] نوشتند: «همه بحث ما در مورد دوره‌های کوتاه مدت بیان شده‌است و به آن چیزی می‌پردازد که ممکن است در چند سال آینده رخ دهد». با اینکه فکر کردن به فهرست شکل ۲ که قیمت به دست آمده و رفتار بیکاری را به هم ربط می‌دهد ممکن است نادرست باشد، همان شکل خود را در بلندمدت حفظ خواهد کرد. آنچه که در طول چند سال آینده به شیوه سیاستی انجام می‌دهیم، می‌تواند آن را به روش قطعی تغییر دهد]۸[. همان‌طور که ساموئلسون و سولو ۸ سال پیش گفته بودند، وی استدلال کرد که در بلندمدت، کارگران و کارفرمایان تورم را مد نظر قرار خواهند داد، و این منجر به قراردادهای کاری می‌شود که دستمزدها را با توجه به نرخ نزدیک تورم پیش‌بینی شده افزایش می‌دهد. سپس بیکاری به میزان قبلی خود افزایش خواهد یافت، اما اکنون با نرخ تورم بالاتر همراه است. این نتیجه نشان می‌دهد که در دوره‌های بلند مدت تر هیچ مبادله‌ای بین تورم و بیکاری وجود ندارد. این نتیجه به دلایل عملی مهم است، زیرا نشان می‌دهد که بانک‌های مرکزی نباید اهداف اشتغال را بالاتر از نرخ طبیعی در نظر بگیرند.
اکثر تحقیقات اخیر نشان داده‌اند که یک مبادله بین سطوح پایین تورم و بیکاری وجود دارد. اثر جورج آکرلف، ویلیام دیکنز و جورج پری]۱۲] نشان می‌دهد که اگر تورم از دو به صفر درصد کاهش یابد، بیکاری به‌طور دائم به ۱٫۵ درصد افزایش خواهد یافت. دلیل آن این است که کارگران معمولاً تحمل بیشتری در مورد کاهش دستمزدهای واقعی به نسبت دستمزدهای اسمی دارند. برای مثال، کارگر هنگامی که تورم سه درصد باشد به احتمال زیاد افزایش دستمزد دو درصدی را به جای کاهش دستمزد یک درصدی در هنگام نرخ تورم صفر می‌پذیرد.

## منحنی فیلیپس در دروه کنونی
اغلب اقتصاددانان، دیگر از منحنی فیلیپس به شکل اصلی آن استفاده نمی‌کنند، چون ثابت شده که بیش از حد ساده انگارانه است[۶]. این را می‌توان در یک تحلیل شتابزده از داده‌های تورم و بیکاری ۹۲–۱۹۵۳ ایالات متحده آمریکا مشاهده کرد. هیچ منحنی واحدی متناسب با داده‌ها وجود ندارد، اما سه مجموعه کلی ۱۹۷۱–۱۹۵۵، ۱۹۸۴–۱۹۷۴ و ۱۹۹۲–۱۹۸۵ وجود دارد که هر یک از آن‌ها شیب کلی رو به پایین اما در سه سطح بسیار متفاوت را همراه با تغییرات ناگهانی نشان می‌دهند. داده‌های مربوط به دوره ۱۹۵۴–۱۹۵۳ و ۱۹۷۳–۱۹۷۲ به راحتی دسته‌بندی نمی‌شوند، و یک تحلیل رسمی‌تر پنج گروه/ منحنی را در این دوره فرض می‌کند.
اما با این وجود امروزه، اشکال اصلاح شده منحنی فیلیپس که انتظارات تورمی را در نظر می‌گیرند مؤثر هستند. نظریه با کمی تغییر در جزئیات آن نام‌های متعددی دارد، اما همه نسخه‌های جدید بین تأثیرات کوتاه مدت و بلند مدت بیکاری تمایز قائل می‌شوند. مدل‌های جدید منحنی فیلیپس شامل منحنی فیلیپس کوتاه مدت و منحنی فیلیپس بلندمدت است. دلیل آن این است که در کوتاه مدت عموماً یک رابطه معکوس بین تورم و نرخ بیکاری وجود دارد که در منحنی فیلیپس کوتاه مدت با شیب رو به پایین نشان داده می‌شود. در بلندمدت این رابطه از بین می‌رود و اقتصاد در نهایت صرف نظر از نرخ تورم به نرخ طبیعی بیکاری برمی گردد.
ادموند فلپس و میلتون فریدمن استدلال کردند که «منحنی فیلیپس کوتاه مدت»، «منحنی فیلیپس تعدیل شونده با انتظارات» نیز نامیده می‌شود، چون به هنگام افزایش انتظارات تورمی تغییر می‌یابد. این در بلندمدت نشان می‌دهد که سیاست پولی نمی‌تواند بر بیکاری که به نرخ طبیعی خود بر می‌گردد و نرخ بیکاری متناسب با تورم غیر شتابنده یا منحنی فیلیپس بلندمدت نیز نامیده می‌شود تأثیر بگذارد. با این حال، این عدم تأثیر بلند مدت سیاست پولی امکان نوسانات کوتاه مدت و توانایی مقامات پولی برای کاهش موقت بیکاری با افزایش تورم دائمی و بالعکس را فراهم می‌کند. درسنامه عمومی بلانچارد، درسنامه منحنی فیلیپس تعدیل شونده با انتظارات را ارائه می‌دهد.
یک معادله مانند منحنی فیلیپس تعدیل شونده با انتظارات نیز در بسیاری از مدل‌های اخیر تعادل کلی تصادفی پویای کینزی جدید مشاهده می‌شود. در این مدل‌های اقتصاد کلان با قیمت‌های چسبنده، رابطه مثبتی بین نرخ تورم و میزان تقاضا و در نتیجه رابطه منفی بین نرخ تورم و نرخ بیکاری وجود دارد. این رابطه اغلب «منحنی فیلیپس کینزی جدید» نامیده می‌شود. منحنی فیلیپس کینزی جدید مانند منحنی فیلیپس تعدیل شونده با انتظارات نشان می‌دهد که افزایش تورم به‌طور موقت می‌تواند بیکاری را کاهش دهد، اما به‌طور دائم نمی‌تواند آن را کاهش دهد. دو مقاله مؤثر و مهم که منحنی فیلیپس کینزی جدید را تلفیق می‌کنند عبارتند از: کلاریدا، گالی، و گرتلر (۱۹۹۹) و بلانچارد و گالی (۲۰۰۷).
-رابطه غیرخطی بین تورم و بیکاری در ایران
در یک مطالعه تجربی در ایران (Monjazeb et al., 2012)، منحنی فیلیپس برای دوره‌ی ۱۹۹۶ تا ۲۰۱۲ بررسی شد. نتایج این پژوهش نشان داد که رابطه‌ی میان تورم و بیکاری در اقتصاد ایران به‌طور کامل خطی نیست، بلکه مدل‌های غیرخطی مانند «لگاریتمی-خطی» یا «خطی-لگاریتمی» بهتر می‌توانند این رابطه را توضیح دهند. این یافته‌ها نشان می‌دهد که در برخی اقتصادهای در حال توسعه، رابطه‌ی تورم و بیکاری ممکن است از فرم سنتی منحنی فیلیپس منحرف شود

## نرخ بیکاری متناسب با تورم غیر شتابنده و انتظارات عقلائی
در دهه ۱۹۷۰، نظریه‌های جدید مانند انتظارات عقلایی و نرخ بیکاری متناسب با تورم غیر شتابنده (NAIRU) به وجود آمدند تا توضیح دهند که چگونه رکود تورمی می‌تواند رخ دهد. نظریه دوم، به عنوان نرخ طبیعی بیکاری نیز نامیده می‌شود که بین منحنی فیلیپس کوتاه مدت و بلندمدت تمایز ایجاد می‌کند. منحنی فیلیپس کوتاه مدت شبیه یک منحنی فیلیپس طبیعی است، اما در بلندمدت به موازات تغییر انتظارات تغییر می‌یابد. در بلندمدت، فقط یک نرخ بیکاری واحد (نرخ بیکاری متناسب با تورم غیر شتابنده یا نرخ طبیعی) با نرخ تورم ثابت سازگار بود. در نتیجه منحنی فیلیپس بلندمدت عمودی بود، و لذا هیچ مبادله‌ای بین تورم و بیکاری وجود نداشت. ادموند فلپس برنده جایزه نوبل در اقتصاد در سال ۲۰۰۶ در این بخش شد. با این حال، قبل از اثر وی در این زمینه بحث انتظارات در عمل به‌طور کاملاً گسترده درک شد.
در این نمودار، منحنی فیلیپس بلندمدت خط قرمز عمودی است. نظریه نرخ بیکاری متناسب با تورم غیر شتابنده می‌گوید زمانی که بیکاری در نرخ‌های تعیین شده در این خط می‌باشد، تورم ثابت خواهد بود. با این حال، در کوتاه مدت سیاستگذاران با مبادله نرخ تورم- بیکاری روبرو خواهند شد که از طریق منحنی فیلیپس کوتاه مدت اولیه در نمودار مشخص می‌شود. در نتیجه سیاستگذاران می‌توانند نرخ بیکاری را به‌طور موقت کاهش دهند، و از طریق سیاست انبساطی از نقطه A به نقطه B حرکت کنند. با این وجود، براساس نرخ بیکاری متناسب با تورم غیر شتابنده، استفاده از این مبادله کوتاه مدت انتظارات تورمی را افزایش خواهد داد، منحنی کوتاه مدت به سمت راست و به منحنی فیلیپس کوتاه مدت جدید تغییر می‌یابد و نقطه تعادل را از B به C تغییر می‌دهد؛ بنابراین کاهش بیکاری به کمتر از «نرخ طبیعی» موقتی خواهد بود، و فقط به تورم بالاتر در بلند مدت منجر خواهد شد.
از آنجا که منحنی کوتاه مدت به علت تلاش برای کاهش بیکاری رو به بیرون تغییر می‌یابد، سیاست انبساطی در نهایت مبادله قابل استفاده بین بیکاری و تورم را بدتر می‌کند. به عبارتی، آن منجر به تورم بیشتر در هر نرخ بیکاری کوتاه مدت می‌شود. نرخ بیکاری متناسب با تورم غیر شتابنده به این خاطر مطرح می‌شود که با بیکاری واقعی پایین‌تر از آن تورم افزایش می‌یابد، در حالی که با بیکاری بالاتر از آن تورم شتاب پیدا می‌کند. با نرخ واقعی برابر با نرخ بیکاری متناسب با تورم غیر شتابنده، تورم ثابت است و کم و زیاد نمی‌شود. یک کاربرد عملی این مدل، توضیح رکود تورمی است که منحنی فیلیپس سنتی را به هم می‌زند.
نظریه انتظارات عقلایی گفت که انتظارات تورمی با اندکی خطای جزئی و موقتی معادل آن چیزی بود که واقعاً رخ داد. این در عوض نشان داد که دوره کوتاه مدت بسیار کوتاه است و این دوره وجود نداشت: برای مثال، هر نوع تلاش برای کاهش نرخ بیکاری به زیر نرخ بیکاری متناسب با تورم غیر شتابنده، بلافاصله موجب افزایش انتظارات تورمی می‌شود و در نتیجه حاکی از این است که این سیاست شکست خواهد خورد. بیکاری جز به علت اشتباهات تصادفی و گذرا در ایجاد انتظارات در مورد نرخ‌های تورم آینده، هیچگاه از نرخ بیکاری متناسب با تورم غیر شتابنده منحرف نمی‌شود. از این نظر، هرگونه انحراف نرخ بیکاری واقعی از نرخ بیکاری متناسب با تورم غیر شتابنده یک توهم است.
با این حال، در دهه ۱۹۹۰ در ایالات متحده آمریکا، بیش از پیش مشخص شد که نرخ بیکاری متناسب با تورم غیر شتابنده تعادل خاصی ندارد و می‌تواند به شیوه غیرقابل پیش‌بینی تغییر یابد. در اواخر دهه ۱۹۹۰، نرخ بیکاری واقعی به زیر ۴ درصد نیروی کار، بسیار کمتر از تقریباً تمام برآوردهای نرخ بیکاری متناسب با تورم غیر شتابنده کاهش یافت. اما تورم به جای شتاب گرفتن کاملاً معتدل ماند؛ بنابراین، درست هنگامی که منحنی فیلیپس موضوع بحث بود، نرخ بیکاری متناسب با تورم غیر شتابنده نیز مورد بحث قرار گرفت.
علاوه بر این، مفهوم انتظارات عقلایی مورد تردیدهای بسیاری قرار گرفته بود که مشخص شد فرض اصلی مدل‌های مبتنی بر آن این است که یک تعادل[9] واحد (منحصر به فرد) در اقتصاد وجود دارد که قبل از زمان و مستقل از شرایط تقاضا[10] تعیین می‌شود. تجربه دهه ۱۹۹۰ نشان می‌دهد که این فرض نمی‌تواند پایدار بماند.

## سوالات نظری
منحنی فیلیپس به عنوان یک مشاهده تجربی به دنبال یک توضیح نظری آغاز شد]نیازمند منبع[. به‌طور خاص، منحنی فیلیپس سعی دارد مشخص کند که آیا رابطه تورم- بیکاری علی است یا صرفاً یک رابطه همبستگی است. چند توضیح عمده در مورد نظم منحنی فیلیپس کوتاه مدت وجود دارد.
برای میلتون فریدمن همبستگی کوتاه مدتی بین شوک‌های تورم و اشتغال وجود دارد. وقتی شوک تورمی رخ می‌دهد، کارگران با پذیرش دستمزد کمتر فریب می‌خورند، چون آن‌ها کاهش دستمزدهای واقعی را بلافاصله مشاهده می‌کنند. شرکت‌ها آن‌ها را به این خاطر استخدام می‌کنند که تصور می‌کنند تورم سودهای بالاتری را برای دستمزدهای اسمی مشخص ایجاد می‌کند. این حرکت در امتداد منحنی فیلیپس با تغییر A همراه است. در نهایت، کارگران می‌فهمند که دستمزدهای واقعی کاهش یافته‌است، به‌طوری‌که آن‌ها به سمت دستمزدهای پولی بیشتر کشش می‌یابند. این مسئله موجب می‌شود که منحنی فیلیپس به سمت بالا و راست منتقل شود، همچنین در موردB . بعضی از تحقیقات تأکید می‌کنند که برخی فرضیات ضمنی و جدی عملاً در متن منحنی فیلیپس قرار دارند. اگر کسی بخواهد مکانیسم بیان شده توسط فریدمن را حفظ کند، این عدم تقارن اطلاعاتی و الگوی خاص انعطاف‌پذیری قیمت‌ها و دستمزدها هر دو ضروری هستند. با این حال، همان‌طور که بحث شد، به نظر فریدمن این فرضیات کاملاً نامشخص و از لحاظ نظری بی‌پایه و اساس هستند.
اقتصاددانانی مانند میلتون فریدمن و ادموند فلپس این نظریه را به دلیل اینکه بیان می‌کند کارگران دچار توهم پولی هستند رد می‌کنند. به گفته آنها، کارگران عقلائی فقط به دستمزدهای واقعی یعنی، دستمزدهای تعدیل شده براساس تورم واکنش نشان می‌دهند. با این حال، یکی از خصوصیات اقتصاد صنعتی مدرن این است که کارگران در یک بازار ذره‌ای و کامل با کارفرمایان خود روبرو نخواهد شد. آن‌ها در ترکیب پیچیده‌ای از بازارهای ناقص، انحصارات فروش، انحصارات خرید، اتحادیه‌های کارگری و سایر نهادها فعالیت می‌کنند. در بسیاری از موارد، آن‌ها ممکن است صرف نظر از میزان عقلائی بودن یا ادراکاتشان و صرف نظر از میزان آزاد بودنشان از توهم پولی، فاقد قدرت چانه زنی برای اقدام در جهت انتظارات خود باشند. این‌گونه نیست که تورم زیاد موجب کاهش نرخ بیکاری شود (نظریه میلتون فریدمن) و به همان اندازه بالعکس: بیکاری پایین قدرت چانه زنی کارگر را افزایش می‌دهد، و امکان تلاش موفقیت‌آمیز برای دستمزدهای اسمی بیشتر را برای آن‌ها فراهم می‌کند. کارفرمایان برای حفظ سود، قیمت‌ها را افزایش می‌دهند.
به همین صورت، تورم ذاتی صرفاً موضوع انتظارات تورمی ذهنی نیست، بلکه همچنین این واقعیت را نشان می‌دهد که تورم بالا می‌تواند شتاب فزاینده را متراکم کند و هنگامی که آغاز شود به علت حرکت تسلسلی قیمت/ دستمزد فراتر از زمان ادامه یابد.
با این حال، اقتصاددانان دیگر مانند جفری هربنر استدلال می‌کنند که قیمت را بازار تعیین می‌کند و شرکت‌های رقیب به سادگی نمی‌توانند قیمت‌ها را افزایش دهند ]نیازمند منبع[. آن‌ها منحنی فیلیپس را به‌طور کامل رد می‌کنند، و نتیجه می‌گیرند که تأثیر بیکاری فقط بخش کوچکی از تصویر بسیار بزرگتر تورم است که شامل قیمت‌های مواد اولیه، کالاهای واسطه‌ای، هزینه افزایش سرمایه، بهره‌وری کارگر، زمین و عوامل دیگر می‌باشد.

## مدل مثلث گوردون
رابرت جی. گوردون از دانشگاه نورث وسترن منحنی فیلیپس را برای ایجاد آنچه که او مدل مثلث می‌نامد تحلیل کرده‌است، که در آن نرخ تورم واقعی براساس مجموع کشش تقاضای تورم منحنی فیلیپس کوتاه مدت، کشش هزینه یا شوک‌های عرضه و تورم ذاتی تعیین می‌شود.
مورد آخر انتظارات تورمی و حرکت تسلسلی قیمت/ دستمزد را نشان می‌دهد. شوک‌های عرضه و تغییرات در تورم ذاتی از عوامل اصلی تغییر منحنی فیلیپس کوتاه مدت و تغییر مبادله هستند. در این نظریه، فقط انتظارات تورمی نیست که می‌تواند رکود تورمی ایجاد کند. برای مثال، صعود تند قیمت‌های نفت در طول دهه ۱۹۷۰ می‌توانست این نتیجه را در پی داشته باشد.
تغییرات در تورم ذاتی از منطق تعدیل شده جزئی در پشت بسیاری از نظریه‌های نرخ بیکاری متناسب با تورم غیر شتابنده پیروی می‌کند:
براساس منحنی فیلیپس ساده، بیکاری پایین تورم بالا را ترغیب می‌کند. اما اگر برای مدت طولانی همانند اواخر دهه ۱۹۶۰ در ایالات متحده آمریکا بیکاری پایین و تورم بالا باقی بماند، انتظارات تورمی و حرکت تسلسلی قیمت/ دستمزد شتاب می‌گیرد. این مسئله منحنی فیلیپس کوتاه مدت را به سمت بالا و راست انتقال می‌دهد، به‌طوری‌که تورم در هر نرخ بیکاری مشخص مشاهده می‌شود. (این به تغییر B در نمودار مربوط است) بر اساس منحنی فیلیپس ساده، بیکاری بالا تورم پایین را ترغیب می‌کند. اما اگر برای مدت طولانی همانند اوایل دهه ۱۹۸۰ در ایالات متحده بیکاری بالا و تورم پایین باقی بماند، انتظارات تورمی و حرکت تسلسلی قیمت/ دستمزد کند می‌شود. این منحنی فیلیپس کوتاه مدت را به سمت پایین و چپ انتقال می‌دهد، به‌طوری‌که تورم کمتر در هر نرخ بیکاری مشاهده می‌شود. مابین این دو، نرخ بیکاری متناسب با تورم غیر شتابنده قرار دارد که در آن منحنی فیلیپس هیچ گرایش ذاتی به تغییر ندارد، به‌طوری‌که نرخ تورم ثابت است. با این حال، به نظر می‌رسد محدوده‌ای در وسط بین بالا و پایین وجود دارد که در آن تورم ذاتی ثابت می‌ماند. حدود این محدوده نرخ‌های بیکاری تورم غیر شتابی در طول زمان تغییر می‌یابد.